# تیبل راک (پنسیلوانیا)
تیبل راک (به انگلیسی: Table Rock) یک منطقهٔ مسکونی در ایالات متحده آمریکا است که در پنسیلوانیا واقع شده‌است. تیبل راک ۶۲ نفر جمعیت دارد.